# Le papillon
Le papillon è un balletto in due atti da quattro scene del 1860 coreografato da Maria Taglioni con la musica di Jacques Offenbach e il libretto di Jules-Henri Vernoy de Saint-Georges.

## Storia
Le papillon fu presentato per la prima volta dall'Opéra national de Paris alla Salle Le Peletier il 26 novembre 1860 dopo Lucia di Lammermoor. I ballerini principali furono Emma Livry (Farfalla), Louis Mérante (Principe Djalma), Louise Marquet (Fata Hamza) e Mme Simon (Fata dei Diamanti). La Valse des rayons della seconda scena del primo atto fu riusata da Offenbach nel terzo atto dell'opera Die Rheinnixen (1864) e alcune parti dello spartito furono inserite nella versione francese di Whittington, Le Chat du diable (1893). 
Marius Petipa creò un'ampliata messa in scena in quattro atti per il Balletto Mariinskij insieme a Ludwig Minkus che riadattò lo spartito di Offenbach. È stato presentato per la prima volta nel gennaio 1874 al Teatro Bol'šoj Kamennyj a San Pietroburgo con Ekaterina Vazem (Farfalla), Lev Ivanov (Principe Djalma), Pavel Gerdt (Patimate), Mathil'da Madaeva (Fata Hamza) e Lubov Radina (Fata dei Diamanti). Petipa ha aggiunto una variazione al Grand pas des papillons insieme a un valzer di Luigi Venzano fatta apposta per Ekaterina - questa variazione è conosciuta come Pas Vazem, infatti è stata molto celebrata dai ballettomani di San Pietroburgo.
Ronald Hynd preparò una nuova produzione per la Houston Ballet riorchestrata da John Lanchbery, la quale è stata esibita in anteprima l'8 febbraio 1979. Fu quindi incorporata nel repertorio del Birmingham Royal Ballet il 7 febbraio 1980. Descritta come un tributo a Emma Livry, la trama fu rovesciata e rifatta: l'ambientazione fu la Persia e furono modificate alcune scene comiche. Ma, paragonandolo a quello originario, la partitura è largamente riarrangiata da appunto Lanchbery, visto che ha integrato la sua composizione in quella originale, allo stesso tempo cancellando molte parti originarie. 
Però il balletto originale è stato ritratto nuovamente da Pierre Lacotte all'Opera di Roma nel 1982.

## Sinopsi
Il balletto è ambientato nella Circassia. Dopo il preludio, la prima scena del primo atto si apre con l'anziana e cattiva fata Hamza che maltratta i suoi servitori. Ha rapito la figlia dell'Emiro Farfalla, la quale le fa da cameriera. Guardandosi allo specchio Hamza desidera solo di ritornare giovane, ma per farlo deve essere baciata da un giovane principe. 
Di ritorno da una caccia il Principe Djalma e il suo entourage iniziano a mangiare e a bere vino...dopo però balla la mazurka con Farfalla, di cui crede che sia solo una principessa rapita, e la ringrazia con un bacio. Hamza poi viene presa in giro dagli altri e comincia a stare su tutte le furie, quindi attira Farfalla con una bella scatola che apre con una bacchetta magica e la trasforma in una vera e propria farfalla. Molte altre farfalle spuntano dalla scatola e cominciano a svolazzare da tutte le parti prima di essere cacciate da Hamza. 
Dopo che il Principe e il suo entourage lasciano il castello di Hamza raggiungono il bosco, dove in quel momento volano tutte quelle farfalle. Quando una di loro viene attaccata ad un albero dal Principe, improvvisamente si trasforma in una ragazza che piange. La vecchia farfalla cade priva di sensi...il Principe sospetta che la ragazza sia quella con cui ha ballato precedentemente, però se ne va. 
Hamza arriva nel bosco con il suo giardiniere Patimate. Con la sua bacchetta magica localizza la cameriera trasformatasi in farfalla e cerca di acchiapparla con una rete. Il giardiniere si approfitta della bacchetta magica lasciata per terra per cercare di aiutare Farfalla, ma viene congelata involontariamente. Le farfalle cominciano a catturare Hamza con la rete. 
Patimate informa Djalma della vera identità di Farfalla. Tuttavia si dimentica di prendere la bacchetta magica, infatti viene rubata da un folletto, il quale scappa. Il principe porta Farfalla nel palazzo di suo zio. 
Il secondo atto si apre con il principe e Farfalla che arrivano al palazzo con una carrozza dorata. Lì scopre a chi appartiene, e gli viene concesso di sposarla. Tuttavia, quando il principe cerca di abbracciarla, Farfalla gli ricorda come non molto tempo prima l'avesse infilzata su un albero. Djalma prova di nuovo a baciarla, ma Hamza si getta tra loro e viene baciata dal principe, trasformandosi in una bellissima ragazza. Djalma quindi inizia a confondersi corteggiando la ringiovanita Hamza, e soprattutto sperando che Farfalla si getti di nuovo tra le sue braccia. Hamza però si arrabbia e fa cadere Djalma nel sonno, mentre Farfalla si trasforma di nuovo in una farfalla. Il palazzo dell'Emiro si trasforma in un parco. L'ultima scena si svolge in giardini sontuosi nei quali Djalma si risveglia e si trova circondato da uno sciame di farfalle nel quale è presente anche la sua amata Farfalla. 
Nel frattempo Hamza rientra al castello con le sue quattro sorelle vantandosi delle sue imprese e sognando di sposare segretamente il Principe, infatti fa le prove invocando una banda di arpe dorate e avendo in possesso una torcia. Farfalla viene attratta dal bagliore della torcia, ma nel toccarla le sue ali inceneriscono e il suo fascino svanisce, e si trasforma nella principessa che era prima collassando tra le braccia del principe. Le sorelle di Hamza rompono la bacchetta magica e la trasformano in una statua. Ora Farfalla e Djalma non hanno più ostacoli e possono sposarsi felici e contenti.